# Тасанбаев, Егемкул Тасанбаевич
Егемкул Тасанбаевич Тасанбаев (узб. Egemqul Tasanbayevich Tasanbayev; 23 февраля 1917, Сырдарьинская область, Российская империя — 18 августа 2006, Шымкент, Казахстан) — советский узбекский государственный и партийный деятель. Первый секретарь Сырдарьинского обкома КП Узбекистана (1969—1971).

## Биография
В 1938 г. окончил Казахский коммунистический институт журналистики, в 1956 г. — Высшую партийную школу при ЦК КПСС.
- 1935—1937 гг. — печатник Каратасской районной газеты «За большевистские колхозы»,
- 1938—1940 гг. — служил в РККА,
- 1940—1941 гг. — ответственный секретарь редакции газеты «За большевистские колхозы»,
- 1941 г. — инструктор орготдела Каратасского райкома КП(б) Казахстана,
- 1941—1947 гг. — участник Великой Отечественной войны и войны с Японией,
- 1948—1954 гг. — инструктор, помощник секретаря Южно-Казахстанского обкома КП(б)К, второй секретарь Ильичевского райкома КП(б) Казахстана,
- 1954—1956 гг. — слушатель ВПШ при ЦК КПСС,
- 1956—1962 гг. — первый секретарь Ильичевского райкома КП Казахстана, первый секретарь Пахтааральского райкома КП Казахстана, парторг Чимкентского обкома КП Казахстана по Джетысайскому производственно-территориальному управлению, секретарь парткома Кировского района,
- 1963 г. — председатель Организационного комитета Президиума ВС Узбекской ССР по Сырдарьинской области,
- 1963—1969 гг. — председатель Сырдарьинского облисполкома,
- 1969—1971 гг. — первый секретарь Сырдарьинского обкома КП Узбекистана,
- 1971—1975 гг. — министр совхозов Узбекской ССР,
- 1975—1978 гг. — заместитель начальника Главсредазирсовхозстроя,
- 1978—1985 гг. — начальник областного управления Каззаготхлопкопрома.

С 1985 г. — на пенсии.
Депутат Верховного Совета СССР 8 созыва.

## Награды и звания
Указом Президиума Верховного Совета СССР № 366 от 8 июня 1957 года «за выдающиеся успехи, достигнутые в деле развития советского хлопководства, широкое применение достижений науки и передового опыта в возделывании хлопчатника и получение высоких урожаев хлопка-сырца» Е. Т. Тасанбаеву присвоено звание Героя Социалистического Труда.
Награждён двумя орденами Ленина, Трудового Красного Знамени, Октябрьской Революции, Красной Звезды, медалями.